# Lagoaça
Lagoaça ist ein Ort und eine ehemalige Gemeinde (Freguesia) im portugiesischen Kreis Freixo de Espada à Cinta. Die Gemeinde hatte 420 Einwohner (Stand 30. Juni 2011).
Am 29. September 2013 wurden die Gemeinden Lagoaça und Fornos zur neuen Gemeinde União das Freguesias de Lagoaça e Fornos zusammengeschlossen. Lagoaça ist Sitz dieser neu gebildeten Gemeinde.